# Peklenica
Peklenica (ungarisch Bányavár) ist eine Ortschaft in der Gespanschaft Međimurje im Norden Kroatiens. Der Name des Dorfes stammt von der Bezeichnung pekl (zu deutsch etwa "Pech") ab. So wurde das dortige Erdöl von der ansässigen Bevölkerung genannt. Es gehört seit der territorialen Neuordnung Kroatiens administrativ zu der Stadt Mursko Središće. Zuvor war Peklenica der Gemeinde Čakovec zugeordnet.
Laut der Volkszählung aus dem Jahr 2011 hat die Ortschaft 1217 Einwohner. Den größten Anteil an der Bevölkerung bilden Kroaten.
Die Ortschaft verläuft am Fuße zweier Hügel und durch ihr Zentrum fließt der regulierte Bach Brodec. Im Norden von Peklenica befindet sich der Fluss Mur. Dieser bildet auch teilweise die Grenze zu Slowenien. Östlich grenzt es an die etwa drei Kilometer entfernte Stadt Mursko Središće. Im Westen an die Ortschaft Križovec (ca. 1,5 km) und im Süden an Vratišinec (ca. 2,4 km). Das Ortsbild ist von einer eher ländlichen Stimmung geprägt. Durch das Dorf verläuft eine Landstraße, die sogenannte „murska magistrala“ (deutsch etwa „Mur-Bundesstraße“). Diese verbindet die Ortschaften Mursko Središće, Podturen und Sv. Juraj u Trnju, wo sie sich mit der Nationalstraße D 20 verbindet.

## Erdölvorkommen

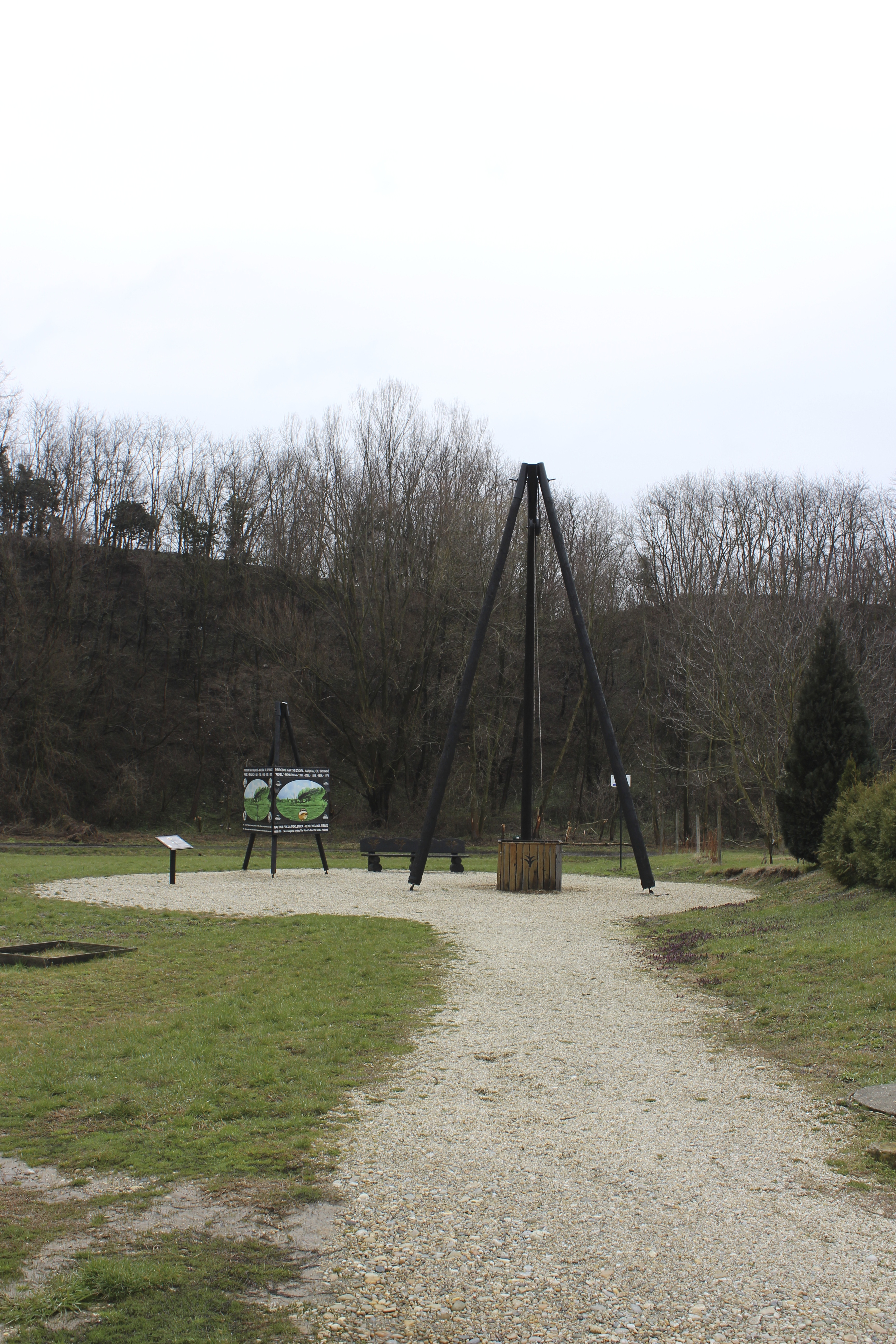
Nachbildung einer Ölförderungsanlage in Peklenica, Kroatien.

Einen gewissen Grad an Bekanntheit erlangte die Ortschaft durch ihre Ölfelder. Erdöl wurde in Peklenica bereits im Jahre 1856, also etwas früher als in Pennsylvania (USA), woher die ersten weltweiten Datenbestände über Erdöl stammen, nutzbar gemacht.
Im Jahr 1788 beschreibt der Chemieprofessor Jakob Winterl aus Budapest eine natürlich Erdölquelle beim Wasserlauf Brodec. Die erste Nutzung des Erdöls ereignete sich dann 1856 und die erste Bohrung fand im Jahre 1886 statt. Die Erwähnungen aus dem 19. Jahrhundert (1836) beschreiben eine dunkelbraune Farbe des Erdöls und einen Brunnen, der nur ein paar Meter tief war. So konnte man schon damals täglich ungefähr 20 Kilogramm Erdöl abbauen. Der bedeutendste damalige Großgrundbesitzer Juraj Festetić (1815–1883) war der erste Eigentümer, der das Erdöl ausheben ließ. Am 20. August 1856 bekam Festetić eine Grabgenehmigung, die er am 10. August 1860 erneuern ließ. Trotz technischer Verbesserungen wurden bis zum Jahr 1884 täglich nur bis zu 35 Liter Erdöl gewonnen. 1886 stellte Wilhelm Singer, ein Händler aus Wien, dann drei Bohranlagen in Peklenica auf. Eine Bohranlage reichte bis zu 350 Meter in die Tiefe, die anderen beiden waren jeweils 100 Meter tief.
Von 1932 bis 1940 betrug die Erdölproduktion in ganz Jugoslawien 5.884 Tonnen, wovon allein in Peklenica 4.098 Tonnen ausgehoben wurden. Das Ausheben des Erdöls wurde im Jahr 1967 eingestellt, da es nicht länger profitabel war. In diesen Tagen wird in Peklenica ein Museum über das Erdöl und den Bergbau errichtet.